# Krameria revoluta
Krameria revoluta är en tvåhjärtbladig växtart som beskrevs av Otto Karl Berg. Krameria revoluta ingår i släktet Krameria och familjen Krameriaceae. Inga underarter finns listade i Catalogue of Life.